# Liste de festivals en Floride
| Nom du festival                                   | Ville / lieu    | Type                        | Date      | Fréquentation (date) | Sites web |
| ------------------------------------------------- | --------------- | --------------------------- | --------- | -------------------- | --------- |
| Festival international du film de Fort Lauderdale | Fort Lauderdale | Cinéma                      |           |                      |           |
| Jacksonville Jazz Festival                        | Jacksonville    | Musique jazz                | mai       | 60 000 (2003)        |           |
| Gasparilla Pirate Festival                        | Tampa           | Parade                      | janvier   | 400 000              |           |
| Guavaween                                         | Tampa           | Parade d'Halloween          | octobre   | 100 000              |           |
| Tampa International Gay and Lesbian Film Festival | Tampa           | Film                        | octobre   | 14 000               |           |
| Langerado Music Festival                          | Floride du Sud  | Musique rock                | mars      |                      |           |
| Boggy Bayou Mullet Festival                       | Niceville       | Cuisine, musique, artisanat | octobre   | 100 000              |           |
| Daytona Beach Bike Week                           | Daytona Beach   | Moto, musique               |           | 500 000              |           |
| Fantasy Fest                                      | Key West        | Parade                      | octobre   | 100 000              |           |
| Florida Film Festival                             | Maitland        | Films                       |           |                      |           |
| Florida State Fair                                | Tampa           | Foire                       | février   | 490 000 (2008)       |           |
| Great Gulfcoast Arts Festival                     | Pensacola       | Arts, artisanat             | novembre  |                      |           |
| JFest                                             | Gainseville     | Afro-américain              | juin      |                      |           |
| Jacksonville Film Festival                        | Jacksonville    | Film                        | mai       |                      |           |
| Key West Literary Seminar                         | Key West        | Littérature                 | janvier   |                      |           |
| Orlando Film Festival                             | Orlando         | Film                        |           |                      |           |
| Palm Beach International Film Festival            | Palm Beach      | Film                        | avril     | 20 000               |           |
| Planetfest                                        | Jacksonville    | Musique                     |           |                      |           |
| Rock the Universe                                 | Orlando         | Musique rock                | septembre |                      |           |
| Southern Shakespeare Festival                     | Tallahassee     | Théâtre                     |           | 100 000              |           |
| Springing the Blues                               | Jacksonville    | Musique blues               | avril     |                      |           |
| Springtime Tallahassee                            | Tallahassee     | Histoire                    | mars      |                      |           |
| SunFest                                           | West Palm Beach | Musique                     | mai       | 275 000              |           |
| World of Nations Celebration                      | Jacksonville    | Cultures du monde           | mai       | 75 000               |           |
| La Musica                                         | Sarasota        | Musique de chambre          | avril     |                      |           |
| Ultra Music Festival                              | Miami           | Musique électronique        | mars      | 70 000 (2008)        |           |
| Miami International Film Festival                 | Miami           | Films                       | février   |                      |           |
| Carnival Miami                                    | Miami           | Parade                      | juillet   |                      |           |
| Hemingway Day's festival                          | Key West        | Littérature                 | juillet   |                      |           |